# Planodema leonensis
Planodema leonensis là một loài bọ cánh cứng trong họ Cerambycidae.